# Martha Coston
Martha Hunt Coston, född 1826, död 1902, var en amerikansk uppfinnare. 
Hon utvecklade mellan 1847 och 1857 de polytekniska så kallade Coston Night Signals, en metod genom vilken skepp kunde kommunicera med varandra under natten. Hon patenterade dessa till USA:s armé år 1859, och de användes sedan under det amerikanska inbördeskriget. Hon gjorde 1861-1873 en affärsturné i Europa, där hon också sålde sin uppfinning till en rad länder. 